# 1983 في سوريا
فيما يلي قوائم الأحداث التي وقعت خلال عام 1983 في سوريا.

## أحداث
- 24 - تموز/يوليو - 1983: سوريا تبعد ياسر عرفات عن أراضيها، بعد أن أدلى بتصريحات اتهم فيها ليبيا والقوات السورية بمساندة حركة انشقاقية مسلحة ضده في حركة «فتح», التي يقودها.[1]
- 13 تشرين الثاني/أكتوبر: الرئيس الراحل حافظ الأسد يدخل إلى مستشفى في دمشق إثر أزمة قلبية. أمضى الأسد أسبوعين في المستشفى إضافة إلى فترة نقاهة استمرت عدة أسابيع أخرى. وكان أول ظهور علني له على التلفزيون السوري في 27 تشرين الثاني/نوفمبر.
- 4 كانون الأول/ديسمبر الولايات المتحدة تقصف مواقع للجيش السوري في لبنان.
- 17 كانون الأول/ديسمبر: ياسر عرفات والقوات الموالية له ينسحبون من مدينة طرابلس شمال لبنان، بعد أشهر من المعارك مع الجيش السوري والقوات الفلسطينية الموالية لسوريا (بقيادة أبو موسى وأحمد جبريل) والتي بلغت أشدها في الشهر السابق. تبادل الأسرى بين الجانبين يشمل 166 من مقاتلي فتح و42 من الجنود السوريين والفلسطينيين الموالين لسوريا.
- تأسيس المعهد العالي للعلوم التطبيقية والتكنولوجيا.
- صدور كتاب (الجماعات المصلحية الضاغطة في الولايات المتحدة الأمريكية)، من تأليف الدكتور بشار الجعفري.[2]

## سياسة داخلية
- الرئيس الراحل حافظ الأسد يشكل لجنة سداسية لإدارة الشؤون الداخلية للبلاد ضمت في عضويتها وزير الدفاع مصطفى طلاس، رئيس الأركان حكمت الشهابي، وزير الخارجية عبد الحليم خدام، الأمين العام المساعد للقيادة القومية لحزب البعث عبد الله الأحمر والأمين العام المساعد للقيادة القطرية زهير مشارقة.

## سياسة دولية
- اتهام سوريا باستهداف القوات الفرنسية في لبنان فيما عرف بهجوم دراكر، لكن في عام 2008 أعلنت فرنسا أن سوريا ليست مشاركة في الهجوم.[3]
- تعيين الدكتور بشار الجعفري، ملحقاً دبلوماسياً وسكرتيراً ثالثاً في السفارة السورية في باريس (1983-1988).

## رياضة
- تأسيس نادي النضال.
- نادي الكرامة يحقق بطولة كأس الجمهورية بكرة القدم.[4]
- الحكم السوري جمال الشريف أصغر حكام الدوري السوري يقود مباراة نهائي كأس الجمهورية بين الكرامة والفتوة.

## مواليد
- آلاء عفاش (ممثلة سورية).
- أحمد العمير (لاعب كرة قدم).
- الأخوان ملص (ممثلان سوريان) (توأمين).
- باسل العلي (لاعب كرة قدم سوري).
- رانيا أحمد (ممثلة سورية).
- رجا رافع (لاعب كرة قدم).
- رواد عليو (ممثلة سورية).
- زين الفندي (لاعب كرة قدم).
- سوزان سلمان (ممثلة سورية).
- فراس الخطيب (لاعب كرة قدم).
- محمود نصر (ممثل سوري).
- مصعب بلحوس (لاعب كرة قدم).
- محمود آمنة (لاعب كرة قدم).
- مهيار خضور (ممثل سوري).
- وائل شرف (ممثل سوري).